# Донт, Лукас
Лукас Донт (нидерл. Lukas Dhont) — бельгийский режиссёр и киносценарист.

## Биография
Лукас Донт родился в 1991 году в Генте (Бельгия). Получил образование в Королевской академии изобразительного искусства в Генте. В 2012 году дебютировал как кинорежиссер и сценарист короткометражных фильмов.
В 2018 году выпустил первый полнометражный художественный фильм «Девочка» (англ. Girl) о трансгендерной девушке, за который получил «Золотую камеру» за лучший дебют на Каннском фестивале и ряд других призов.

## Награды
- Золотая камера, 2018 (награда за режиссерский дебют) («Девочка»)
- Приз ФИПРЕССИ, 2018 — особый взгляд («Девочка»)
- Квир-Пальмовая ветвь, 2018 — за освещение ЛГБТ-темы в кино («Девочка»)
- Сан-Себастьян, 2018 — приз зрительских симпатий за лучший европейский фильм («Девочка»)
- Европейская киноакадемия, 2018 — открытие года («Девочка»)
- На Каннском кинофестивале 2022 года картина режиссёра и сценариста «Близко» получила Гран-при[3].